# Влаком према југу
„Влаком према југу” је југословенски и хрватски филм први пут приказан 2. јула 1981. године. Режирао га је Петар Креља а сценарио су написали Петар Креља и Весна Креља.

## Радња
Брачни пар Марина и Бранко привремено су се сместили са 18-месечним синчићем Томеком као подстанари у осмоспратници новозагребачког насеља Запруђа. Док је Бранко на послу, пукне главна водоводна цев и станари се нађу у невољи. Убрзо схватају да нико није задужен за њихову зграду те квар неће бити лако отклонити и живот вратити у нормалу. Но, невоља их барем међусобно зближава...

## Улоге
| Глумац           | Улога          |
| ---------------- | -------------- |
| Смиљка Бенцет    | Сусједа        |
| Младен Црнобрња  | Мајстор Гумбек |
| Вања Драх        | Кукец          |
| Виктор Фабрис    | Стефица        |
| Татјана Ивко     |                |
| Рајка Јадић      |                |
| Звонимир Јурић   |                |
| Драгутин Кулчар  |                |
| Томислав Кулчар  |                |
| Тања Курсар      | Биби           |
| Ина Кувачић      |                |
| Санда Лангерхолц | Рената         |
| Фрањо Мајетић    | Бискуп         |
| Лела Маргитић    | Мирјана        |

Остале улоге  ▼
| Глумац           | Улога              |
| ---------------- | ------------------ |
| Марина Немет     | Марина Бан         |
| Олга Пивац       |                    |
| Томислав Принчић | Томек              |
| Ђорђе Рапајић    |                    |
| Станко Регула    |                    |
| Олег Сагнер      |                    |
| Андреа Сарић     |                    |
| Ђурђа Сегедин    | Гоги               |
| Ана Марија Сутеј | Кума Лела          |
| Ђуро Утјешановић | Мајстор Перо Фатур |
| Златко Витез     | Бранко Бан         |

## Музика у филму
филм је остао запамћен и по насловној песми Арсена Дедића "Влаком према југу".